# Ле-Пон-де-Кле
Ле-Пон-де-Кле (фр. Le Pont-de-Claix) — коммуна во Франции, находится в регионе Рона — Альпы. Департамент коммуны — Изер. Входит в состав кантона Ле-Пон-де-Кле. Округ коммуны — Гренобль.
Код INSEE коммуны — 38317. Население коммуны на 2006 год составляло 11573 человека. Населённый пункт находится на высоте от 227 до 391 метров над уровнем моря. Муниципалитет расположен на расстоянии около 490 км юго-восточнее Парижа, 100 км юго-восточнее Лиона, 7 км южнее Гренобля. Мэр коммуны — Кристоф Феррари, мандат действует на протяжении 2008—2014 гг. 
Динамика населения (INSEE):

## География
Ле-Пон-де-Кле расположен между горным массивом Веркор на западе и Белледонном на востоке. С запада коммуна граничит с рекой Драк. Площадь Ле-Пон-де-Кле составляет 5,6 км.

## Особенности Ле-Пон-де-Кле
Ле-Пон-де-Кле является промышленным городом, так как практически треть его территории занимает крупная химическая платформа. Город начал активно развиваться в 1950-х и 1970-х годах. В эти годы начался активный прирост населения. Если в 1873 году Ле-Пон-де-Кле был небольшой деревней, то уже в 1954 году город насчитывал 5066 жителей, а в 1968 году — 10084 жителя.

## Города-побратимы
- Винзен, Германия